# Montgaillard (La Réunion)
Pour les articles homonymes, voir Montgaillard.
Montgaillard est un lieu-dit de l'île de La Réunion, département d'outre-mer français dans le sud-ouest de l'océan Indien. Il constitue un quartier de la commune de Saint-Denis, le chef-lieu, au nord de l'île.